# Бялеблото-Кужа
Бялеблото-Кужа (пол. Białebłoto-Kurza) — село в Польщі, у гміні Браньщик Вишковського повіту Мазовецького воєводства.
Населення — 186 осіб (2011).
У 1975-1998 роках село належало до Остроленцького воєводства.

## Демографія
Демографічна структура станом на 31 березня 2011 року:
|          | Загалом | Допрацездатний вік | Працездатний вік | Постпрацездатний вік |
| -------- | ------- | ------------------ | ---------------- | -------------------- |
| Чоловіки | 98      | 14                 | 74               | 10                   |
| Жінки    | 88      | 21                 | 51               | 16                   |
| Разом    | 186     | 35                 | 125              | 26                   |